# Zdzisław Krzyszkowiak
Zdzisław Ludwik Krzyszkowiak, född 3 augusti 1929 i Wielichowo i Polen, död 23 mars 2003 i Warszawa, var en polsk friidrottare.
Krzyszkowiak blev olympisk mästare på 3 000 meter hinder vid sommarspelen 1960 i Rom. Krzyszkowiak vann både 5 000 meter och 10 000 meter vid europamästerskapen i friidrott 1958 i Stockholm.